# 奧利尚斯凱
奧利尚斯凱（烏克蘭語：Ольшанське）是位於烏克蘭南部的市級鎮，由尼古拉耶夫州尼古拉耶夫區的奧利尚斯凱市鎮負責管轄。該鎮處於南布格河畔，始建於1964年，面積15平方公里，2011年人口3,775，人口密度每平方公里251.7人。